# St. Bartholomäus (Schauenstein)

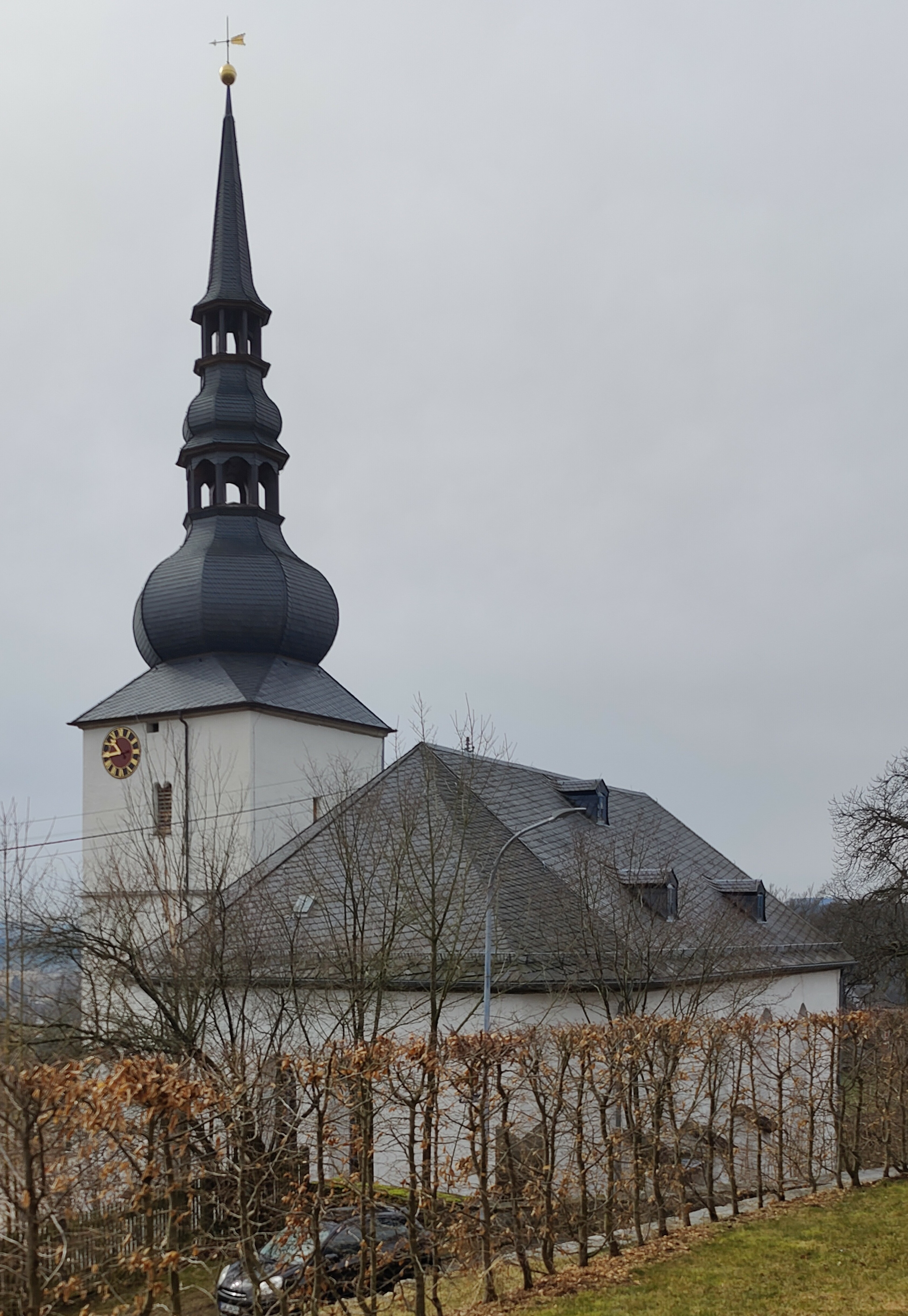
Bartholomäuskirche in Schauenstein

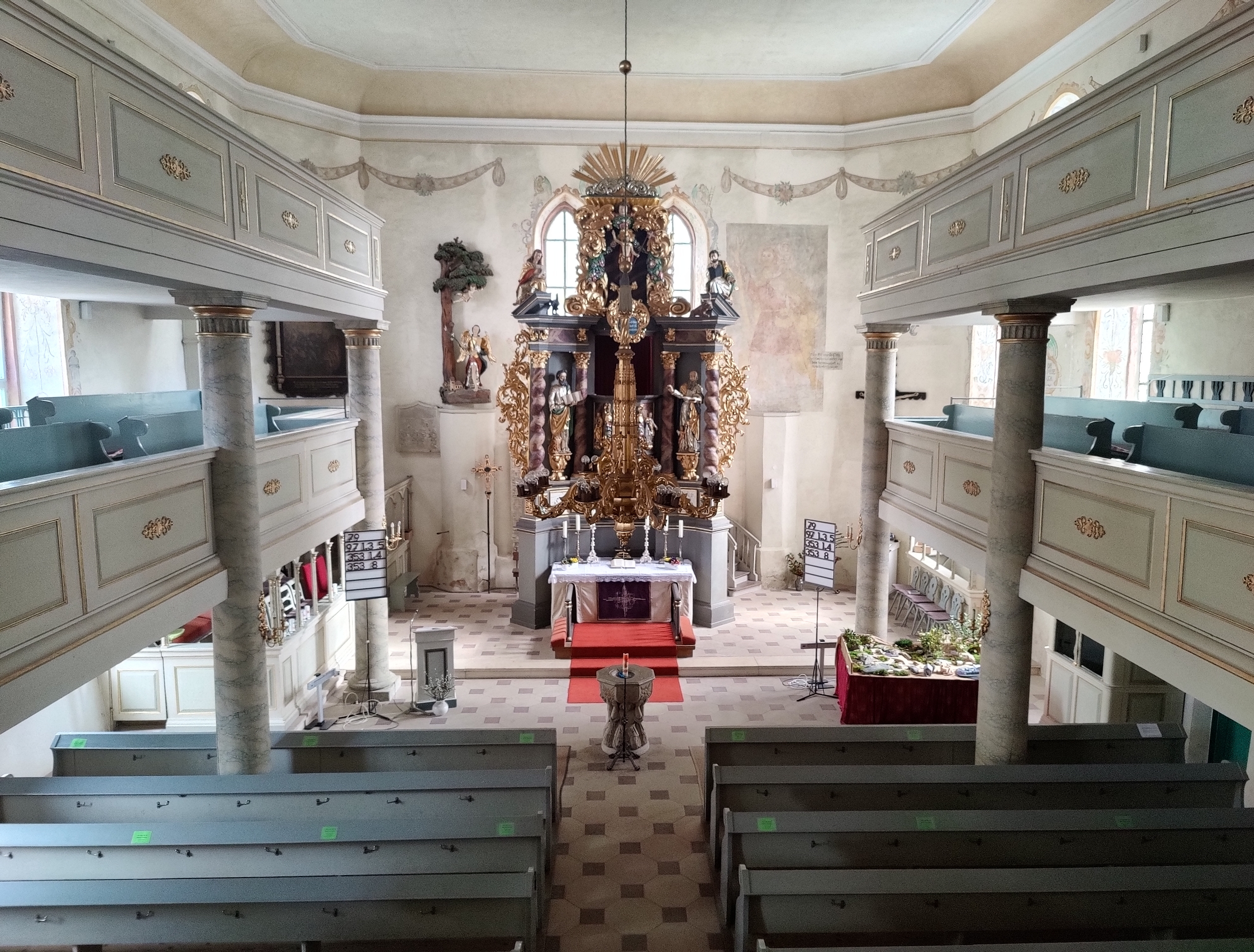
Innenraum (2022)

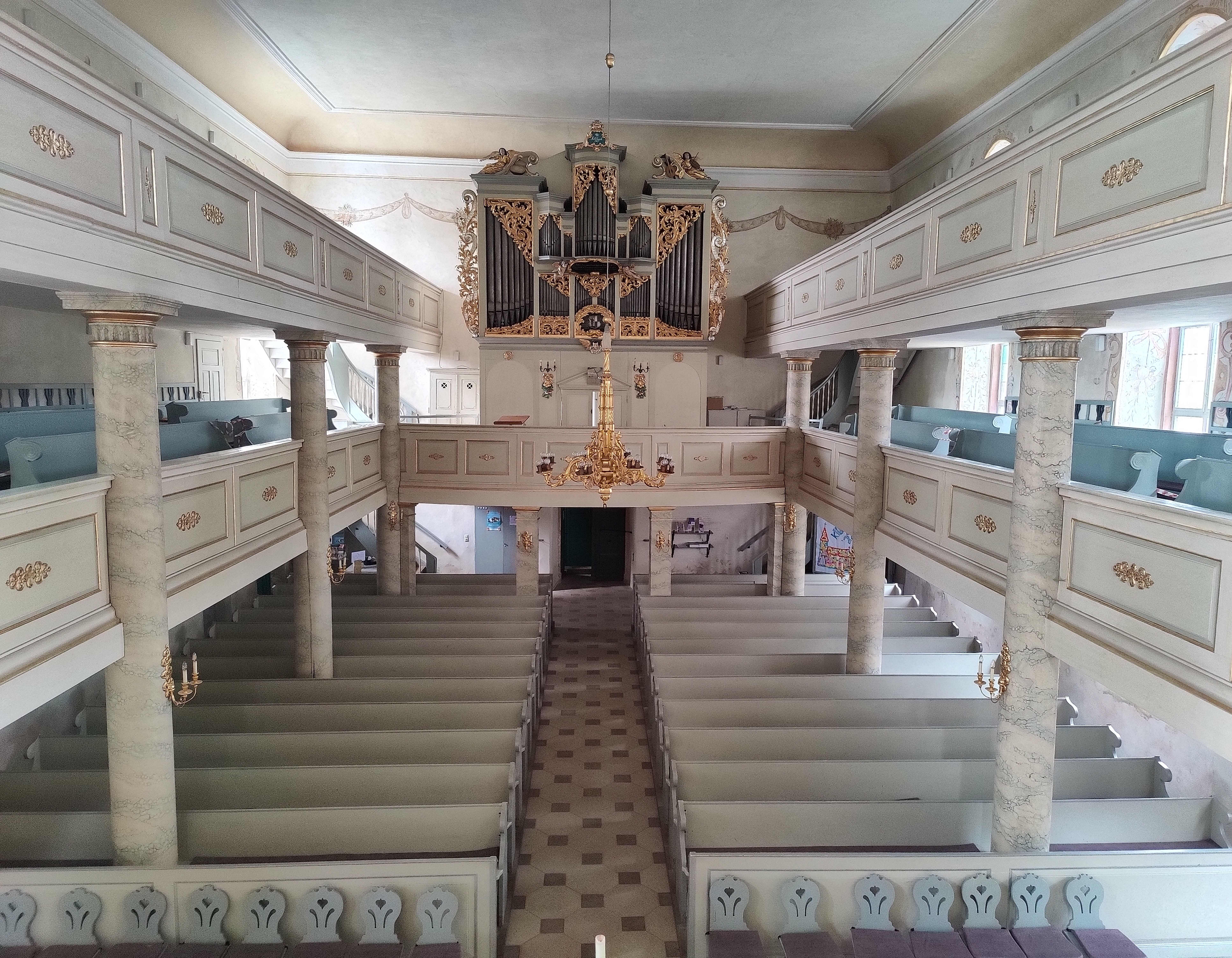
Blick zur Orgel

Die Pfarrkirche Sankt Bartholomäus ist eine evangelisch-lutherische Pfarrkirche in der Ortsmitte der Stadt Schauenstein im oberfränkischen Landkreis Hof.
Die Bartholomäuskirche befindet sich direkt unterhalb von Schloss Schauenstein und wurde als dessen Kapelle gegründet. Die Kirche brannte mehrmals ab. Der heutige Bau ist eine Saalkirche des 15. Jahrhunderts mit älteren Bestandteilen, die in den Jahren 1840–1843 erneuert wurde.
Zum Markgrafenstil zählt der Kanzelaltar, der wie das Orgelgehäuse von der Bildhauerfamilie Knoll gefertigt wurde. Das Werk selbst stammt von den Gebrüdern Heidenreich aus dem Jahr 1840 und wurde 1961 durch Paul Ott umgebaut. Es verfügt über 20 Register auf zwei Manualen und Pedal.
Ältestes Epitaph ist das von Jörg von Schirnding († 1493), Amtmann von Schauenstein mit umlaufender Minuskelinschrift und mittigem Wappenmotiv, dem gemehrten Familienwappen mit dem Löwen. Ein Kolossalbild des Heiligen Christophorus stammt aus dem ersten Viertel des 16. Jahrhunderts.
Die Kirche gehört zum Ensemble des Stadtkerns und ist Baudenkmal und Bodendenkmal.